# Sociedad Deportiva Aucas
Maillots
Actualités
La Sociedad Deportiva Aucas est un club équatorien de football basé à Quito.

## Histoire

### Création
Le club d'Aucas est au début de son histoire un club industriel, créé par les néerlandais Maruis J. Federicus Hulswit et Enrique Illingworth Quevedo, directeur de la compagnie pétrolière Shell, implanté à l'époque en Équateur pour prospecter dans l'est du pays. L'inscription du Club Deportivo Aucas à la fédération de football de Pichincha a eu lieu le 6 février 1945. Les joueurs d'Aucas étaient des employés de la compagnie pétrolière Shell, et bénéficiaient d'avantages sociaux comme tous les travailleurs de cette compagnie.
Les couleurs de ses maillots, jaune et rouge, reprennent celles de la compagnie, tout comme son logo. Celui-ci sera changé en 1954 pour incorporer la figure d'un guerrier Huaorani, peuple à qui les employés de Shell avaient souvent eu affaire dans leurs prospections pétrolières.

### Époque amateure (1945-1953)
Porté par le soutien de Shell, Aucas n'a aucun mal à dominer le jeune football équatorien. L'équipe remporte cinq championnat provincial consécutif, et reste trois ans sans défaite dans tout ses matchs officiels. Le club fournit également une large partie de la sélection provinciale de Pichincha, qui participe alors à un championnat national contre d'autres sélections provinciales. Cela permet à Pichincha d'emporter les championnats nationaux 1945, 1946 et 1948.
En 1950, la Sociedad Deportiva Argentina (aujourd'hui le Deportivo Quito) met fin à la série de victoire en championnat provincial du club. La saison suivante, Aucas reprend le titre face à Liga de Quito.

### Débuts professionnel (1951-1963)
En 1951, plusieurs équipes forment l'Asociación de Fútbol No Amateur de Pichincha (Association de football non-amateur de Pichincha), avec comme but l'organisation d'un véritable championnat professionnel dans la province. Cela se concrétise en octobre de la même année, et Auca remporte deux édition de cette compétition, en 1959 et 1962. Dans le même temps, le club s'engage dans le tout premier championnat de football équatorien en 1957 avec Emelec, Barcelona et le Deportivo Quito.

### Entre l'élite et la tempête (1963-2015)
Le club est entré dans une période de déclin à partir de 1963, réussissant tout juste à terminer troisième aux championnats nationaux en 1969 et 1975. Aucas a subi plusieurs relégations et montées : en Serie B en 1977 et 1979, en Segunda Categoría (troisième division) en 1970 et 1984, puis s'est stabilisé en première division à partir de 1991.
Une grande part de cette stabilisation vient de la construction d'un stade possédé par le club, le Gonzalo Pozo Ripalda, surnommé La Caldera del Sur, qui a permis d'assurer des revenus réguliers depuis son inauguration en 1994.
Malgré cela, après plus de quinze ans où il s'est solidement installé en Série A, le club se retrouve menacé de disparition en 2006. De nombreuses dettes impayés, un déficit de 800000 dollars et un conseil d'administration divisé sur la marche à suivre mène à une série de résultats désastreux. Aucas subit une relégation en Série B en 2006, en Segunda Categoría en 2007, puis en Championnat Provincial d’Accession de Pichincha en 2008. L'équipe passe au total huit années dans les divisions inférieures du football équatorien, se reconstruisant lentement, avant de finalement retrouver la Série A en 2015.

### Le titre (2022)
En 2022, sous la direction de l'entraineur vénézuélien César Farías, Aucas se place comme un candidat sérieux au titre. L'équipe arrache sur la pelouse de Barcelona la première qualification en Libertadores de son histoire, puis se qualifie pour la finale du tournoi annuel après avoir réalisé 20 matchs consécutifs sans défaites. Au terme des matchs aller-retour contre Barcelona, Aucas est sacré champion d'Équateur pour la première fois de son histoire.

## Symboles

### Hymne
L'hymne officiel de la Sociedad Deportiva Aucas a été écrit en 1994, à l'occasion de l'inauguration du stade Gonzalo Pozo Ripalda. Ses créateurs étaient les fans d'Aucas eux-mêmes, qui ont reçu l'autorisation et le soutien des dirigeants, notamment du président de l'époque, Ramiro Montenegro. L'hymne a été joué pour la première fois lors de l'inauguration de l'Estadio Gonzalo Pozo Ripalda, lors d'un match contre le club colombien Junior, le 19 février 1994. L'auteur des paroles et de la musique est le compositeur Luis Cajilema, qui est un fan du club.

### Écusson
Les premières armoiries d'Aucas étaient basées sur le logo de la société Royal Dutch Shell. Ce blason était une palourde jaune avec un Huaorani, connu sous le nom de Aucas, et le mot "Aucas" en dessous. Ces armoiries sont les plus anciennes de l'institution.
Le deuxième blason du club a été créé en 1994. Il consiste en une grande lettre rouge A, avec l'indien Huaorani au centre et le nom S. D. Aucas en dessous. Six ans plus tard, des étoiles représentant les titres provinciaux et l'année de fondation du club ont été ajoutées au bouclier. En 2003, le même blason a été inclus dans un ovale jaune.
En 2015, les armoiries d'Aucas ont pris une forme suisse, et l'image de l'Huaorani des premières armoiries a été reprise, en enlevant les initiales S. D., et en conservant l'année de fondation. En 2016, la typographie et le design des armoiries ont été modifiés, modernisant le visage du Huaorani et éliminant l'année de fondation.

### Rivalités
Entre tous les clubs de Quito, la Liga est le club avec lequel Aucas entretient la plus forte rivalité. Les matchs entre les deux équipes sont qualifiés de Superclásico de Quito, voir de Superclásico Capitalino. La première partie entre les deux s'est déroulée quelques semaines seulement après la création des deux clubs, le 18 février 1945, et les deux formations se sont depuis retrouvées dans toutes les strates du football équatorien, sous l'amateurisme, sous le professionnalisme, en Serie A, en Serie B, en Seconde Catégorie, et même lors de la Copa Sudamericana.

## Palmarès
- Liga Pro (D1)
  - Champion : 2022

- Serie B (D2)
  - Champion :  1974 (E2), 1991 (E2) et 2014

- Segunda Categoría (D3)
  - Champion : 1986 (E2) et 2012

- Supercoupe d'Équateur
  - Finaliste : 2023

## Anciens joueurs
- Edwin Tenorio
- René Higuita